# Liste der Kulturdenkmale in Kükels
In der Liste der Kulturdenkmale in Kükels sind alle Kulturdenkmale der schleswig-holsteinischen Gemeinde Kükels (Kreis Segeberg) aufgelistet (Stand: 10. März 2025).

## Legende
In den Spalten befinden sich folgende Informationen:
- Objekt-ID: die Nummer des Kulturdenkmales
- Lage: die Adresse des Kulturdenkmales und die geographischen Koordinaten. Kartenansicht, um Koordinaten zu setzen. In der Kartenansicht sind Kulturdenkmale ohne Koordinaten mit einem roten Marker dargestellt und können in der Karte gesetzt werden. Kulturdenkmale ohne Bild sind mit einem blauen Marker gekennzeichnet, Kulturdenkmale mit Bild mit einem grünen Marker.
- Offizielle Bezeichnung: Bezeichnung des Kulturdenkmales
- Beschreibung: die Beschreibung des Kulturdenkmales
- Bild: ein Bild des Kulturdenkmales

## Bauliche Anlagen
| Objekt-ID | Lage                                         | Offizielle Bezeichnung                              | Beschreibung | Bild |
| --------- | -------------------------------------------- | --------------------------------------------------- | --- | ---- |
| 36914     | Dorfstraße 20 (53° 53′ 48″ N, 10° 14′ 12″ O) | Ehrenmalanlage für die Gefallenen beider Weltkriege | Ehrenmalanlage; um 1920, nach 1945 erweitert; über Eck angelegte kleine Anlage mit Ehrenmal für die Gefallenen des Ersten Weltkriegs, zwei seitlichen Gedenktafeln für die Gefallenen des Zweiten Weltkriegs und zwei Säuleneichen - Begründung: geschichtlich, städtebaulich - Schutzumfang: Ehrenmalanlage für die Gefallenen beider Weltkriege, Ehrenmal für die Gefallenen des Ersten Weltkrieges, zwei Gedenktafeln für die Gefallenen des Zweiten Weltkrieges, zwei Säuleneichen - Denkmaltyp: Bauliche Anlage | BW   |

## Quelle
- Liste der Kulturdenkmale in Schleswig-Holstein – Kreis Segeberg

- Karte mit allen Koordinaten:
- OSM |
- WikiMap